# Frédéric François Alain Ekra
Pour les articles homonymes, voir Ekra.
Frédéric Alain Ekra (né le 30 août 1940 à Abidjan) est un médecin spécialisé en cardiologie et homme politique ivoirien.

## Biographie
Frédéric Alain Ekra est un ancien joueur international de basket-ball, entraîneur de l'équipe de Côte d'Ivoire de basket-ball, ancien vice-président de la Confédération Africaine de Basket-ball et président de la Fédération ivoirienne de basket-ball jusqu'en 1986.
Après avoir été le directeur de l'Institut de cardiologie d'Abidjan, il est nommé ministre de la Santé et de la Protection Sociale en 1989 sous la présidence Félix Houphouët-Boigny. Il le restera jusqu'en 1992. Il est issu des rangs du PDCI.
Après avoir été ministre, il est président de la FIBA Afrique (Association des fédérations africaines de basket-ball) de 1998 à 2010. En 2002, il est également nommé vice-président du Comité National Olympique de Côte d'Ivoire,.

## Distinctions
- 2008 :  Officier de l'ordre national de Côte d'Ivoire[6]
- Officier de la Légion d'honneur de France[1]
- Officier de l'Ordre du Lion du Sénégal[1]
- Commandeur du Mérite Sportif de Côte d'Ivoire[1]
- Commandeur de l'Ordre de la Santé Publique[1]
- Citation à l'Ordre Olympique (C.I.O)[7]